# Mohamed Bourhan Mohamed
Mohamed Bourhan Mohamed (Gibuti, 18 maggio 1998) è un calciatore gibutiano, difensore del Port.

## Carriera

### Club
Nel 2014 firma un contratto con il Port.

### Nazionale
Debutta in Nazionale il 12 giugno 2015, in Tunisia-Gibuti.